# Mustapha
A Mustapha az első dal a Queen 1978-ban megjelent Jazz albuán. A dal szerzője Freddie Mercury énekes volt.
A "Mustapha" 1979-ben kislemezként jelent meg. A kislemez azonban csak Németországban, Spanyolországban, Jugoszláviában és Bolíviában jelent meg. A kislemez B-oldalán előbbi két országban a „Dead on Time”, utóbbi két országban pedig az „In Only Seven Days” volt hallható. 
A dal igen furcsa módon indítja az albumot. A dal szövege angol nyelven íródott, de arab és perzsa nyelvű sorok is vannak a szövegben, sőt sok arab nyelvű halandzsa is található a szövegben.
Érdekesség hogy a dal hossza megegyezik a szintén a lemezen hallható „Bicycle Race” és „Let Me Entertain You” című dalokkal. 

## Élőben
Koncerteken a dalt gyakran játszották a „Bohemian Rhapsody” előjátékaként. Többször például átváltottak a „Mustapha”-ról a „Bohemian Rhapsody”-ra. Ilyen felvétel hallható például az 1979-es Live Killers című koncertalbumon. A dalt szintén előadták az 1979-es Crazy Tour és az 1980-as The Game Tour koncertjein.
A koncertek legtöbbjén módosított szöveggel adták elő a dalt.

## Közreműködött
- Ének: Freddie Mercury
- Háttérvokál: Freddie Mercury

Hangszerek:
- Brian May: elektromos gitár
- Freddie Mercury: zongora
- John Deacon: basszusgitár
- Roger Taylor: dob, csengettyűk